# Ischnocybe plicata
Ischnocybe plicata är en mångfotingart som beskrevs av Cook och Loomis 1928. Ischnocybe plicata ingår i släktet Ischnocybe och familjen Andrognathidae. Inga underarter finns listade i Catalogue of Life.